# Selección femenina de fútbol de Togo
La selección femenina de fútbol de Togo ( en francés : Équipe du Togo féminine de football ) representa a Togo en el fútbol femenino internacional desde 2006. Está regida por la Federación Togolesa de Fútbol (FTF), el organismo rector del fútbol en Togo . El equipo ha jugado cinco partidos reconocidos por la FIFA, en 2006 y 2007, antes de reaparecer en la Copa Femenina WAFU 2018 , celebrada en Abiyán , Costa de Marfil . Su entrenador desde enero de 2018 es Kaï Tomety. El estadio local de Togo es el Stade de Kégué, ubicado en Lomé .
Togo nunca se ha clasificado para una Copa Mundial de la FIFA , pero sí se ha clasificado para la primera Copa Africana de Naciones Femenina en 2022.  Actualmente, no está clasificado en el Ranking Mundial Femenino de la FIFA por no haber jugado más de cinco partidos contra equipos clasificados oficialmente.

## Historia
Togo no compitió en su primer partido sancionado por la FIFA hasta 2006, cuando jugó cinco partidos. En su primer partido, el 19 de febrero, Togo venció a Santo Tomé y Príncipe por 3-0. El equipo venció a Santo Tomé y Príncipe nuevamente por un marcador de 6-0 el 26 de febrero de 2006 en Togo. En sus siguientes dos partidos, Togo perdió 0-9 y 1-3 ante Congo. Desde entonces, el equipo ha jugado solo un partido. En 2007, el equipo compitió en el Tournoi de Cinq Nations celebrado en Uagadugú , Burkina Faso . Allí, Togo fue emparejado con Mali y Costa de Marfil en el Grupo B. El equipo perdió 0-5 ante Costa de Marfil antes de ser descalificado por traer a un equipo de club, MBA Lomé , a la competición en violación de las reglas del torneo.
Se esperaba que el equipo participara en el Campeonato Africano Femenino de 2010 y estaba programado para jugar contra Mali, pero se retiró antes del inicio de la competición.
Lo mismo ocurrió en el proceso de clasificación para la Copa Africana de Naciones Femenina de 2016 , donde Togo quedó emparejado con Argelia , pero se retiró antes de disputar ningún partido. El equipo fue reemplazado por Etiopía y quedó excluido de participar en la edición de 2018 en Ghana .
Ahora dirigidas por Kaï Tomety , las Éperviers Dames finalmente regresaron a la competición internacional en la primera edición de la Copa Femenina de la WAFU , tras 11 años de ausencia. Sin embargo, el rendimiento del nuevo equipo no fue el esperado, ya que quedaron eliminadas en la fase de grupos tras sufrir duras derrotas ante Senegal , Mali y Nigeria . Afi Woedikou marcó el único gol de Togo en el torneo contra este último país, de penalti.

## Antecedentes y desarrollo
La asociación nacional de fútbol, la Federación Togolesa de Fútbol, fue fundada en 1960 y se afilió a la FIFA en 1964. La organización tiene quince miembros del personal enfocados en el fútbol femenino. El fútbol es el cuarto deporte femenino más popular en Togo, detrás del baloncesto, el balonmano y el voleibol. Sin embargo, la popularidad del fútbol está creciendo. El país tenía 380 jugadoras registradas en 2006, frente a las 180 de 2000. El fútbol femenino se organizó por primera vez en el país en 2000. Para 2006, había 105 clubes de fútbol en Togo, 11 de los cuales eran solo para mujeres. En 2006 se creó una competición nacional femenina, que seguía en funcionamiento en 2009. Si bien no hay competiciones escolares, universitarias o regionales de fútbol femenino, en 2009 hubo una liga femenina sub-17 activa. En 2010, la embajada alemana organizó una competición de fútbol femenino en la que participaron 50 equipos femeninos y proporcionó a los equipos uniformes y balones de fútbol.